# Phyllis Covell
Phyllis Lindrea Covell (de soltera Howkins, 22 de mayo de 1895 - 28 de octubre de 1982) fue una tenista británica.
Es recordada principalmente por su medalla de plata en los Juegos Olímpicos de París de 1924 en la modalidad de dobles femeninos, donde hizo pareja con Kitty McKane. En 1923 ganó el título de dobles femeninos en el Campeonato Nacional de Estados Unidos junto a McKane, derrotando a la pareja estadounidense formada por Hazel Hotchkiss Wightman y Eleanor Goss en tres sets. También fue subcampeona en el evento de dobles mixtos en Wimbledon en 1921, haciendo pareja con Max Woosnam. En 1924 formó parte del equipo británico de la Copa Wightman que derrotó a Estados Unidos 6-1 en Wimbledon. Covell ganó sus dos partidos individuales contra Helen Wills y Molla Mallory.

## Vida personal
Phyllis Howkins se casó con Beverley Carthew Covell el 23 de septiembre de 1921 en Bombay.

## Finales de Grand Slam

### Dobles: 4 (1 título, 3 subcampeonatos)
| Resultado | Año  | Campeonato                                 | Superficie | Pareja           | Oponentes                      | Marcador      |
| --------- | ---- | ------------------------------------------ | ---------- | ---------------- | ------------------------------ | ------------- |
| Victoria  | 1923 | Campeonato nacional de Estados Unidos 1923 | Césped     | Kitty McKane     | Hazel Hotchkiss Eleanor Goss   | 2–6, 6–2, 6–1 |
| Derrota   | 1924 | Campeonato de Wimbledon 1924               | Césped     | Kitty McKane     | Hazel Hotchkiss Helen Wills    | 4–6, 4–6      |
| Derrota   | 1929 | Campeonato de Wimbledon 1929               | Césped     | Dorothy Shepherd | Peggy Saunders Phoebe Holcroft | 4–6, 6–8      |
| Derrota   | 1929 | Campeonato nacional de Estados Unidos 1929 | Césped     | Dorothy Shepherd | Peggy Saunders Phoebe Holcroft | 6–2, 3–6, 4–6 |

### Dobles mixtos: 2 (0 títulos, 2 subcampeonatos)
| Resultado | Año  | Campeonato                                 | Superficie | Pareja       | Oponentes                      | Marcador |
| --------- | ---- | ------------------------------------------ | ---------- | ------------ | ------------------------------ | -------- |
| Derrota   | 1921 | Campeonato de Wimbledon 1921               | Césped     | Max Woosnam  | Elizabeth Ryan Randolph Lycett | 3–6, 1–6 |
| Derrota   | 1929 | Campeonato nacional de Estados Unidos 1929 | Césped     | Bunny Austin | Betty Nuthall George Lott      | 3–6, 3–6 |